# Dolderbahn
Le Dolderbahn est un chemin de fer privé situé dans la ville de Zurich. Le train à crémaillère relie l’arrêt Römerhof dans le quartier d'Hottigen à l'arrêt Dolder sur l'Adlisberg. La ligne appartient à la Dolderbahn-Betriebs AG et est exploitée conjointement avec la VBZ. La ligne a été ouverte en 1895 en tant que funiculaire et a été transformé en 1973 en chemin de fer à crémaillère.
En 2004, la ligne a été complètement rénovée ainsi que les deux automotrices datant de 1973. Le 20 mai 2021, le VBZ, gestionnaire opérationnel de la ligne, a acheté deux nouvelles voitures à crémaillère Bhe ½ à Stadler Rail, pour une somme avoisinant les 11 millions de francs
Le design des autorails à crémaillère est réalisé par la société suisse Milani. La livraison est prévue entre 2023 et 2024. Une rénovation des voies est également réalisée, pour un meilleur confort des voyageurs.

## Matériel roulant

### Matériel roulant actuel
| Matériel roulant | Type et numéros | Nbre | Année de construction | Constructeur(s)      | Places assises 2e classe | Remarque(s) | Photo |
| ---------------- | --------------- | ---- | --------------------- | -------------------- | ------------------------ | ----------- | ----- |
| Automotrices     | Bhe 1/2 1-2     | 2    | 1973                  | SLM / Gangloff / BBC | 26                       |             |       |

## Galerie

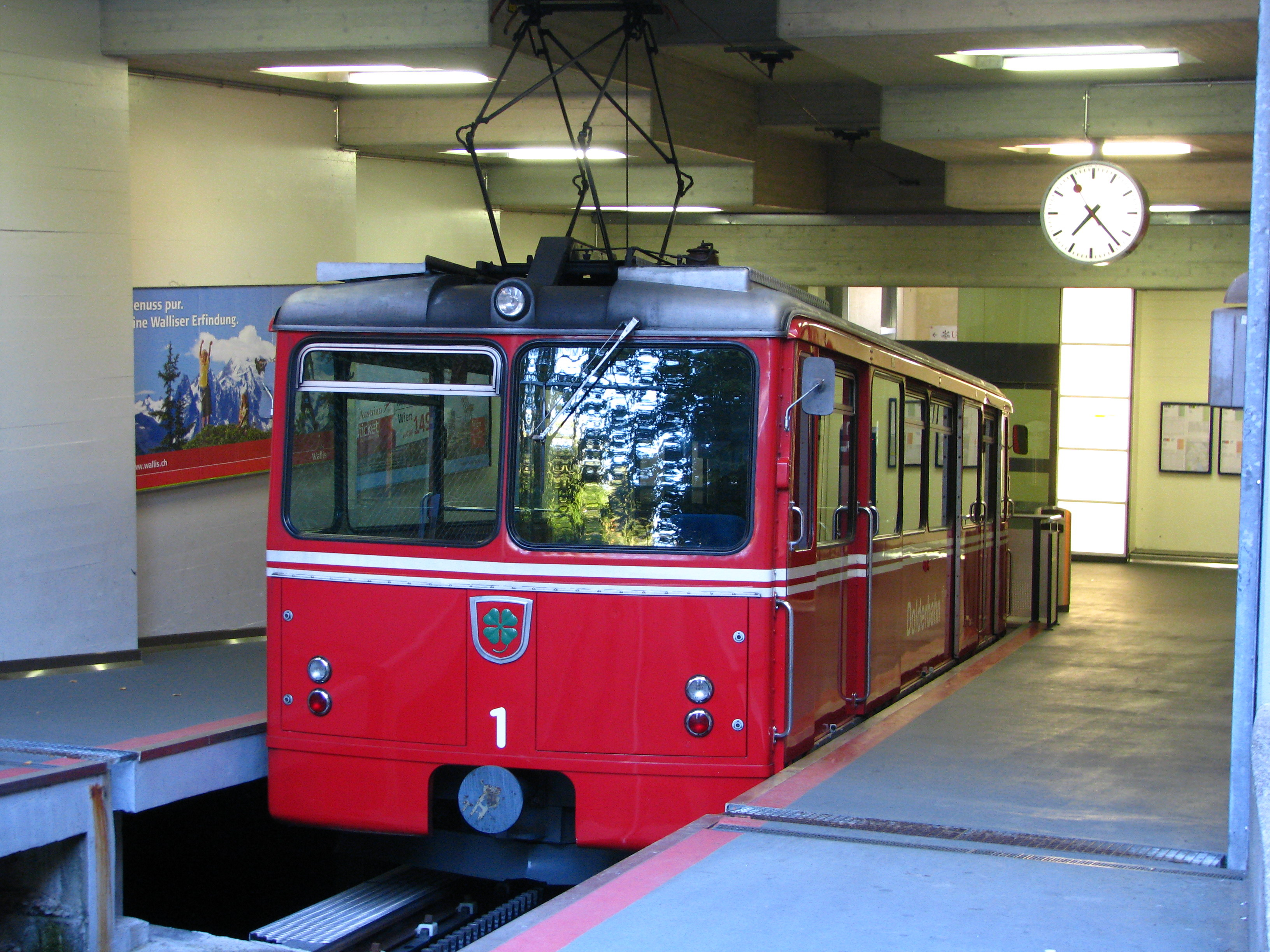
L'automotrice Bhe 1/2 attendant à la station Römerhof.
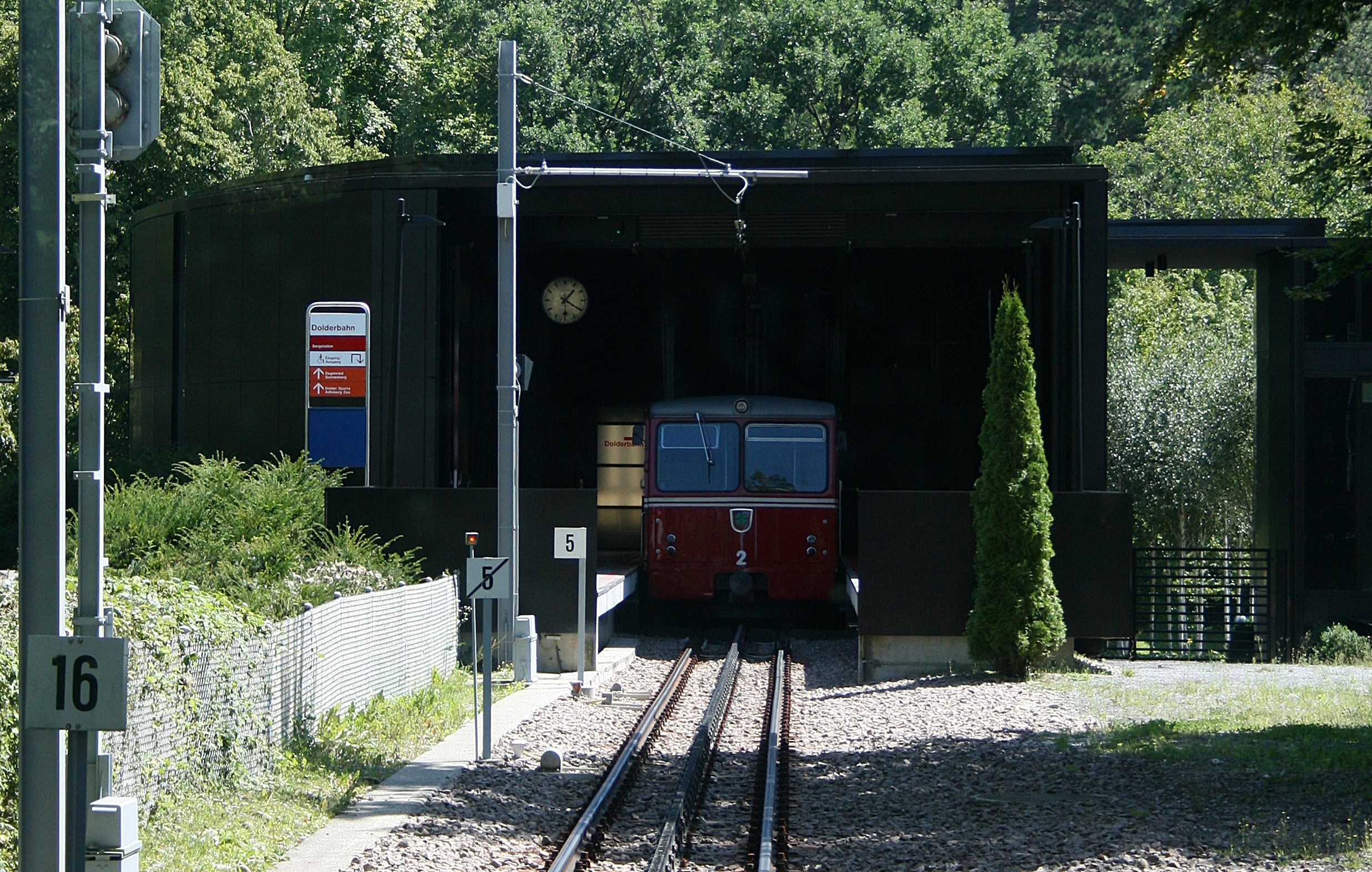
L'automotrice Bhe 1/2 2 parquée à la station supérieure.
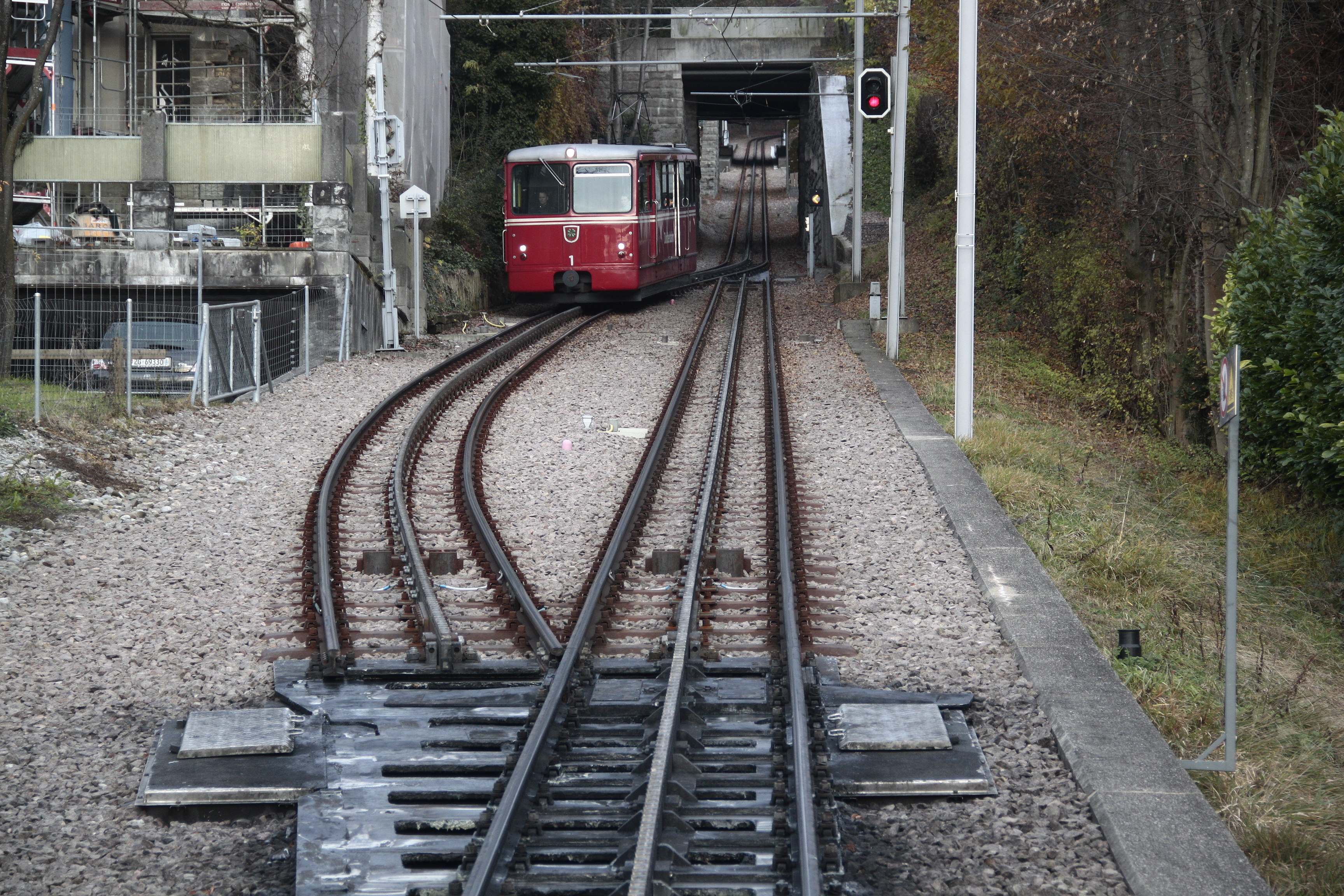
Station permettant aux automotrices de se croiser.